# Биргфельд, Эдуард
Эдуард Биргфельд (нем. Eduard Birgfeld; 12 сентября 1887, Гамбург — 7 мая 1939, Франкфурт-на-Майне) — немецкий шахматный композитор; 
1-й президент Международного союза проблемистов. Главный редактор журнала «Швальбе» (1928—1939). Доктор медицины. Основные достижения в области задач на обратный мат; в сборнике 1922 поместил 950 задач-блоков на обратный мат.

## Задачи
|   | a | b | c | d | e | f | g | h |   |
| - | --- | --- | --- | --- | --- | --- | --- | --- | - |
| 8 | b8 белый слон · b7 чёрная пешка · a6 чёрный король · b6 белая пешка · h6 белая ладья · a5 чёрная пешка · g5 белый ферзь · h5 белый король · a4 белая пешка · b4 чёрная пешка · h4 белая ладья · b3 белая пешка · b2 белая пешка · c2 чёрная пешка · e2 чёрный конь · c1 белый конь · d1 чёрный слон · f1 белый слон | b8 белый слон · b7 чёрная пешка · a6 чёрный король · b6 белая пешка · h6 белая ладья · a5 чёрная пешка · g5 белый ферзь · h5 белый король · a4 белая пешка · b4 чёрная пешка · h4 белая ладья · b3 белая пешка · b2 белая пешка · c2 чёрная пешка · e2 чёрный конь · c1 белый конь · d1 чёрный слон · f1 белый слон | b8 белый слон · b7 чёрная пешка · a6 чёрный король · b6 белая пешка · h6 белая ладья · a5 чёрная пешка · g5 белый ферзь · h5 белый король · a4 белая пешка · b4 чёрная пешка · h4 белая ладья · b3 белая пешка · b2 белая пешка · c2 чёрная пешка · e2 чёрный конь · c1 белый конь · d1 чёрный слон · f1 белый слон | b8 белый слон · b7 чёрная пешка · a6 чёрный король · b6 белая пешка · h6 белая ладья · a5 чёрная пешка · g5 белый ферзь · h5 белый король · a4 белая пешка · b4 чёрная пешка · h4 белая ладья · b3 белая пешка · b2 белая пешка · c2 чёрная пешка · e2 чёрный конь · c1 белый конь · d1 чёрный слон · f1 белый слон | b8 белый слон · b7 чёрная пешка · a6 чёрный король · b6 белая пешка · h6 белая ладья · a5 чёрная пешка · g5 белый ферзь · h5 белый король · a4 белая пешка · b4 чёрная пешка · h4 белая ладья · b3 белая пешка · b2 белая пешка · c2 чёрная пешка · e2 чёрный конь · c1 белый конь · d1 чёрный слон · f1 белый слон | b8 белый слон · b7 чёрная пешка · a6 чёрный король · b6 белая пешка · h6 белая ладья · a5 чёрная пешка · g5 белый ферзь · h5 белый король · a4 белая пешка · b4 чёрная пешка · h4 белая ладья · b3 белая пешка · b2 белая пешка · c2 чёрная пешка · e2 чёрный конь · c1 белый конь · d1 чёрный слон · f1 белый слон | b8 белый слон · b7 чёрная пешка · a6 чёрный король · b6 белая пешка · h6 белая ладья · a5 чёрная пешка · g5 белый ферзь · h5 белый король · a4 белая пешка · b4 чёрная пешка · h4 белая ладья · b3 белая пешка · b2 белая пешка · c2 чёрная пешка · e2 чёрный конь · c1 белый конь · d1 чёрный слон · f1 белый слон | b8 белый слон · b7 чёрная пешка · a6 чёрный король · b6 белая пешка · h6 белая ладья · a5 чёрная пешка · g5 белый ферзь · h5 белый король · a4 белая пешка · b4 чёрная пешка · h4 белая ладья · b3 белая пешка · b2 белая пешка · c2 чёрная пешка · e2 чёрный конь · c1 белый конь · d1 чёрный слон · f1 белый слон | 8 |
| 7 | b8 белый слон · b7 чёрная пешка · a6 чёрный король · b6 белая пешка · h6 белая ладья · a5 чёрная пешка · g5 белый ферзь · h5 белый король · a4 белая пешка · b4 чёрная пешка · h4 белая ладья · b3 белая пешка · b2 белая пешка · c2 чёрная пешка · e2 чёрный конь · c1 белый конь · d1 чёрный слон · f1 белый слон | b8 белый слон · b7 чёрная пешка · a6 чёрный король · b6 белая пешка · h6 белая ладья · a5 чёрная пешка · g5 белый ферзь · h5 белый король · a4 белая пешка · b4 чёрная пешка · h4 белая ладья · b3 белая пешка · b2 белая пешка · c2 чёрная пешка · e2 чёрный конь · c1 белый конь · d1 чёрный слон · f1 белый слон | b8 белый слон · b7 чёрная пешка · a6 чёрный король · b6 белая пешка · h6 белая ладья · a5 чёрная пешка · g5 белый ферзь · h5 белый король · a4 белая пешка · b4 чёрная пешка · h4 белая ладья · b3 белая пешка · b2 белая пешка · c2 чёрная пешка · e2 чёрный конь · c1 белый конь · d1 чёрный слон · f1 белый слон | b8 белый слон · b7 чёрная пешка · a6 чёрный король · b6 белая пешка · h6 белая ладья · a5 чёрная пешка · g5 белый ферзь · h5 белый король · a4 белая пешка · b4 чёрная пешка · h4 белая ладья · b3 белая пешка · b2 белая пешка · c2 чёрная пешка · e2 чёрный конь · c1 белый конь · d1 чёрный слон · f1 белый слон | b8 белый слон · b7 чёрная пешка · a6 чёрный король · b6 белая пешка · h6 белая ладья · a5 чёрная пешка · g5 белый ферзь · h5 белый король · a4 белая пешка · b4 чёрная пешка · h4 белая ладья · b3 белая пешка · b2 белая пешка · c2 чёрная пешка · e2 чёрный конь · c1 белый конь · d1 чёрный слон · f1 белый слон | b8 белый слон · b7 чёрная пешка · a6 чёрный король · b6 белая пешка · h6 белая ладья · a5 чёрная пешка · g5 белый ферзь · h5 белый король · a4 белая пешка · b4 чёрная пешка · h4 белая ладья · b3 белая пешка · b2 белая пешка · c2 чёрная пешка · e2 чёрный конь · c1 белый конь · d1 чёрный слон · f1 белый слон | b8 белый слон · b7 чёрная пешка · a6 чёрный король · b6 белая пешка · h6 белая ладья · a5 чёрная пешка · g5 белый ферзь · h5 белый король · a4 белая пешка · b4 чёрная пешка · h4 белая ладья · b3 белая пешка · b2 белая пешка · c2 чёрная пешка · e2 чёрный конь · c1 белый конь · d1 чёрный слон · f1 белый слон | b8 белый слон · b7 чёрная пешка · a6 чёрный король · b6 белая пешка · h6 белая ладья · a5 чёрная пешка · g5 белый ферзь · h5 белый король · a4 белая пешка · b4 чёрная пешка · h4 белая ладья · b3 белая пешка · b2 белая пешка · c2 чёрная пешка · e2 чёрный конь · c1 белый конь · d1 чёрный слон · f1 белый слон | 7 |
| 6 | b8 белый слон · b7 чёрная пешка · a6 чёрный король · b6 белая пешка · h6 белая ладья · a5 чёрная пешка · g5 белый ферзь · h5 белый король · a4 белая пешка · b4 чёрная пешка · h4 белая ладья · b3 белая пешка · b2 белая пешка · c2 чёрная пешка · e2 чёрный конь · c1 белый конь · d1 чёрный слон · f1 белый слон | b8 белый слон · b7 чёрная пешка · a6 чёрный король · b6 белая пешка · h6 белая ладья · a5 чёрная пешка · g5 белый ферзь · h5 белый король · a4 белая пешка · b4 чёрная пешка · h4 белая ладья · b3 белая пешка · b2 белая пешка · c2 чёрная пешка · e2 чёрный конь · c1 белый конь · d1 чёрный слон · f1 белый слон | b8 белый слон · b7 чёрная пешка · a6 чёрный король · b6 белая пешка · h6 белая ладья · a5 чёрная пешка · g5 белый ферзь · h5 белый король · a4 белая пешка · b4 чёрная пешка · h4 белая ладья · b3 белая пешка · b2 белая пешка · c2 чёрная пешка · e2 чёрный конь · c1 белый конь · d1 чёрный слон · f1 белый слон | b8 белый слон · b7 чёрная пешка · a6 чёрный король · b6 белая пешка · h6 белая ладья · a5 чёрная пешка · g5 белый ферзь · h5 белый король · a4 белая пешка · b4 чёрная пешка · h4 белая ладья · b3 белая пешка · b2 белая пешка · c2 чёрная пешка · e2 чёрный конь · c1 белый конь · d1 чёрный слон · f1 белый слон | b8 белый слон · b7 чёрная пешка · a6 чёрный король · b6 белая пешка · h6 белая ладья · a5 чёрная пешка · g5 белый ферзь · h5 белый король · a4 белая пешка · b4 чёрная пешка · h4 белая ладья · b3 белая пешка · b2 белая пешка · c2 чёрная пешка · e2 чёрный конь · c1 белый конь · d1 чёрный слон · f1 белый слон | b8 белый слон · b7 чёрная пешка · a6 чёрный король · b6 белая пешка · h6 белая ладья · a5 чёрная пешка · g5 белый ферзь · h5 белый король · a4 белая пешка · b4 чёрная пешка · h4 белая ладья · b3 белая пешка · b2 белая пешка · c2 чёрная пешка · e2 чёрный конь · c1 белый конь · d1 чёрный слон · f1 белый слон | b8 белый слон · b7 чёрная пешка · a6 чёрный король · b6 белая пешка · h6 белая ладья · a5 чёрная пешка · g5 белый ферзь · h5 белый король · a4 белая пешка · b4 чёрная пешка · h4 белая ладья · b3 белая пешка · b2 белая пешка · c2 чёрная пешка · e2 чёрный конь · c1 белый конь · d1 чёрный слон · f1 белый слон | b8 белый слон · b7 чёрная пешка · a6 чёрный король · b6 белая пешка · h6 белая ладья · a5 чёрная пешка · g5 белый ферзь · h5 белый король · a4 белая пешка · b4 чёрная пешка · h4 белая ладья · b3 белая пешка · b2 белая пешка · c2 чёрная пешка · e2 чёрный конь · c1 белый конь · d1 чёрный слон · f1 белый слон | 6 |
| 5 | b8 белый слон · b7 чёрная пешка · a6 чёрный король · b6 белая пешка · h6 белая ладья · a5 чёрная пешка · g5 белый ферзь · h5 белый король · a4 белая пешка · b4 чёрная пешка · h4 белая ладья · b3 белая пешка · b2 белая пешка · c2 чёрная пешка · e2 чёрный конь · c1 белый конь · d1 чёрный слон · f1 белый слон | b8 белый слон · b7 чёрная пешка · a6 чёрный король · b6 белая пешка · h6 белая ладья · a5 чёрная пешка · g5 белый ферзь · h5 белый король · a4 белая пешка · b4 чёрная пешка · h4 белая ладья · b3 белая пешка · b2 белая пешка · c2 чёрная пешка · e2 чёрный конь · c1 белый конь · d1 чёрный слон · f1 белый слон | b8 белый слон · b7 чёрная пешка · a6 чёрный король · b6 белая пешка · h6 белая ладья · a5 чёрная пешка · g5 белый ферзь · h5 белый король · a4 белая пешка · b4 чёрная пешка · h4 белая ладья · b3 белая пешка · b2 белая пешка · c2 чёрная пешка · e2 чёрный конь · c1 белый конь · d1 чёрный слон · f1 белый слон | b8 белый слон · b7 чёрная пешка · a6 чёрный король · b6 белая пешка · h6 белая ладья · a5 чёрная пешка · g5 белый ферзь · h5 белый король · a4 белая пешка · b4 чёрная пешка · h4 белая ладья · b3 белая пешка · b2 белая пешка · c2 чёрная пешка · e2 чёрный конь · c1 белый конь · d1 чёрный слон · f1 белый слон | b8 белый слон · b7 чёрная пешка · a6 чёрный король · b6 белая пешка · h6 белая ладья · a5 чёрная пешка · g5 белый ферзь · h5 белый король · a4 белая пешка · b4 чёрная пешка · h4 белая ладья · b3 белая пешка · b2 белая пешка · c2 чёрная пешка · e2 чёрный конь · c1 белый конь · d1 чёрный слон · f1 белый слон | b8 белый слон · b7 чёрная пешка · a6 чёрный король · b6 белая пешка · h6 белая ладья · a5 чёрная пешка · g5 белый ферзь · h5 белый король · a4 белая пешка · b4 чёрная пешка · h4 белая ладья · b3 белая пешка · b2 белая пешка · c2 чёрная пешка · e2 чёрный конь · c1 белый конь · d1 чёрный слон · f1 белый слон | b8 белый слон · b7 чёрная пешка · a6 чёрный король · b6 белая пешка · h6 белая ладья · a5 чёрная пешка · g5 белый ферзь · h5 белый король · a4 белая пешка · b4 чёрная пешка · h4 белая ладья · b3 белая пешка · b2 белая пешка · c2 чёрная пешка · e2 чёрный конь · c1 белый конь · d1 чёрный слон · f1 белый слон | b8 белый слон · b7 чёрная пешка · a6 чёрный король · b6 белая пешка · h6 белая ладья · a5 чёрная пешка · g5 белый ферзь · h5 белый король · a4 белая пешка · b4 чёрная пешка · h4 белая ладья · b3 белая пешка · b2 белая пешка · c2 чёрная пешка · e2 чёрный конь · c1 белый конь · d1 чёрный слон · f1 белый слон | 5 |
| 4 | b8 белый слон · b7 чёрная пешка · a6 чёрный король · b6 белая пешка · h6 белая ладья · a5 чёрная пешка · g5 белый ферзь · h5 белый король · a4 белая пешка · b4 чёрная пешка · h4 белая ладья · b3 белая пешка · b2 белая пешка · c2 чёрная пешка · e2 чёрный конь · c1 белый конь · d1 чёрный слон · f1 белый слон | b8 белый слон · b7 чёрная пешка · a6 чёрный король · b6 белая пешка · h6 белая ладья · a5 чёрная пешка · g5 белый ферзь · h5 белый король · a4 белая пешка · b4 чёрная пешка · h4 белая ладья · b3 белая пешка · b2 белая пешка · c2 чёрная пешка · e2 чёрный конь · c1 белый конь · d1 чёрный слон · f1 белый слон | b8 белый слон · b7 чёрная пешка · a6 чёрный король · b6 белая пешка · h6 белая ладья · a5 чёрная пешка · g5 белый ферзь · h5 белый король · a4 белая пешка · b4 чёрная пешка · h4 белая ладья · b3 белая пешка · b2 белая пешка · c2 чёрная пешка · e2 чёрный конь · c1 белый конь · d1 чёрный слон · f1 белый слон | b8 белый слон · b7 чёрная пешка · a6 чёрный король · b6 белая пешка · h6 белая ладья · a5 чёрная пешка · g5 белый ферзь · h5 белый король · a4 белая пешка · b4 чёрная пешка · h4 белая ладья · b3 белая пешка · b2 белая пешка · c2 чёрная пешка · e2 чёрный конь · c1 белый конь · d1 чёрный слон · f1 белый слон | b8 белый слон · b7 чёрная пешка · a6 чёрный король · b6 белая пешка · h6 белая ладья · a5 чёрная пешка · g5 белый ферзь · h5 белый король · a4 белая пешка · b4 чёрная пешка · h4 белая ладья · b3 белая пешка · b2 белая пешка · c2 чёрная пешка · e2 чёрный конь · c1 белый конь · d1 чёрный слон · f1 белый слон | b8 белый слон · b7 чёрная пешка · a6 чёрный король · b6 белая пешка · h6 белая ладья · a5 чёрная пешка · g5 белый ферзь · h5 белый король · a4 белая пешка · b4 чёрная пешка · h4 белая ладья · b3 белая пешка · b2 белая пешка · c2 чёрная пешка · e2 чёрный конь · c1 белый конь · d1 чёрный слон · f1 белый слон | b8 белый слон · b7 чёрная пешка · a6 чёрный король · b6 белая пешка · h6 белая ладья · a5 чёрная пешка · g5 белый ферзь · h5 белый король · a4 белая пешка · b4 чёрная пешка · h4 белая ладья · b3 белая пешка · b2 белая пешка · c2 чёрная пешка · e2 чёрный конь · c1 белый конь · d1 чёрный слон · f1 белый слон | b8 белый слон · b7 чёрная пешка · a6 чёрный король · b6 белая пешка · h6 белая ладья · a5 чёрная пешка · g5 белый ферзь · h5 белый король · a4 белая пешка · b4 чёрная пешка · h4 белая ладья · b3 белая пешка · b2 белая пешка · c2 чёрная пешка · e2 чёрный конь · c1 белый конь · d1 чёрный слон · f1 белый слон | 4 |
| 3 | b8 белый слон · b7 чёрная пешка · a6 чёрный король · b6 белая пешка · h6 белая ладья · a5 чёрная пешка · g5 белый ферзь · h5 белый король · a4 белая пешка · b4 чёрная пешка · h4 белая ладья · b3 белая пешка · b2 белая пешка · c2 чёрная пешка · e2 чёрный конь · c1 белый конь · d1 чёрный слон · f1 белый слон | b8 белый слон · b7 чёрная пешка · a6 чёрный король · b6 белая пешка · h6 белая ладья · a5 чёрная пешка · g5 белый ферзь · h5 белый король · a4 белая пешка · b4 чёрная пешка · h4 белая ладья · b3 белая пешка · b2 белая пешка · c2 чёрная пешка · e2 чёрный конь · c1 белый конь · d1 чёрный слон · f1 белый слон | b8 белый слон · b7 чёрная пешка · a6 чёрный король · b6 белая пешка · h6 белая ладья · a5 чёрная пешка · g5 белый ферзь · h5 белый король · a4 белая пешка · b4 чёрная пешка · h4 белая ладья · b3 белая пешка · b2 белая пешка · c2 чёрная пешка · e2 чёрный конь · c1 белый конь · d1 чёрный слон · f1 белый слон | b8 белый слон · b7 чёрная пешка · a6 чёрный король · b6 белая пешка · h6 белая ладья · a5 чёрная пешка · g5 белый ферзь · h5 белый король · a4 белая пешка · b4 чёрная пешка · h4 белая ладья · b3 белая пешка · b2 белая пешка · c2 чёрная пешка · e2 чёрный конь · c1 белый конь · d1 чёрный слон · f1 белый слон | b8 белый слон · b7 чёрная пешка · a6 чёрный король · b6 белая пешка · h6 белая ладья · a5 чёрная пешка · g5 белый ферзь · h5 белый король · a4 белая пешка · b4 чёрная пешка · h4 белая ладья · b3 белая пешка · b2 белая пешка · c2 чёрная пешка · e2 чёрный конь · c1 белый конь · d1 чёрный слон · f1 белый слон | b8 белый слон · b7 чёрная пешка · a6 чёрный король · b6 белая пешка · h6 белая ладья · a5 чёрная пешка · g5 белый ферзь · h5 белый король · a4 белая пешка · b4 чёрная пешка · h4 белая ладья · b3 белая пешка · b2 белая пешка · c2 чёрная пешка · e2 чёрный конь · c1 белый конь · d1 чёрный слон · f1 белый слон | b8 белый слон · b7 чёрная пешка · a6 чёрный король · b6 белая пешка · h6 белая ладья · a5 чёрная пешка · g5 белый ферзь · h5 белый король · a4 белая пешка · b4 чёрная пешка · h4 белая ладья · b3 белая пешка · b2 белая пешка · c2 чёрная пешка · e2 чёрный конь · c1 белый конь · d1 чёрный слон · f1 белый слон | b8 белый слон · b7 чёрная пешка · a6 чёрный король · b6 белая пешка · h6 белая ладья · a5 чёрная пешка · g5 белый ферзь · h5 белый король · a4 белая пешка · b4 чёрная пешка · h4 белая ладья · b3 белая пешка · b2 белая пешка · c2 чёрная пешка · e2 чёрный конь · c1 белый конь · d1 чёрный слон · f1 белый слон | 3 |
| 2 | b8 белый слон · b7 чёрная пешка · a6 чёрный король · b6 белая пешка · h6 белая ладья · a5 чёрная пешка · g5 белый ферзь · h5 белый король · a4 белая пешка · b4 чёрная пешка · h4 белая ладья · b3 белая пешка · b2 белая пешка · c2 чёрная пешка · e2 чёрный конь · c1 белый конь · d1 чёрный слон · f1 белый слон | b8 белый слон · b7 чёрная пешка · a6 чёрный король · b6 белая пешка · h6 белая ладья · a5 чёрная пешка · g5 белый ферзь · h5 белый король · a4 белая пешка · b4 чёрная пешка · h4 белая ладья · b3 белая пешка · b2 белая пешка · c2 чёрная пешка · e2 чёрный конь · c1 белый конь · d1 чёрный слон · f1 белый слон | b8 белый слон · b7 чёрная пешка · a6 чёрный король · b6 белая пешка · h6 белая ладья · a5 чёрная пешка · g5 белый ферзь · h5 белый король · a4 белая пешка · b4 чёрная пешка · h4 белая ладья · b3 белая пешка · b2 белая пешка · c2 чёрная пешка · e2 чёрный конь · c1 белый конь · d1 чёрный слон · f1 белый слон | b8 белый слон · b7 чёрная пешка · a6 чёрный король · b6 белая пешка · h6 белая ладья · a5 чёрная пешка · g5 белый ферзь · h5 белый король · a4 белая пешка · b4 чёрная пешка · h4 белая ладья · b3 белая пешка · b2 белая пешка · c2 чёрная пешка · e2 чёрный конь · c1 белый конь · d1 чёрный слон · f1 белый слон | b8 белый слон · b7 чёрная пешка · a6 чёрный король · b6 белая пешка · h6 белая ладья · a5 чёрная пешка · g5 белый ферзь · h5 белый король · a4 белая пешка · b4 чёрная пешка · h4 белая ладья · b3 белая пешка · b2 белая пешка · c2 чёрная пешка · e2 чёрный конь · c1 белый конь · d1 чёрный слон · f1 белый слон | b8 белый слон · b7 чёрная пешка · a6 чёрный король · b6 белая пешка · h6 белая ладья · a5 чёрная пешка · g5 белый ферзь · h5 белый король · a4 белая пешка · b4 чёрная пешка · h4 белая ладья · b3 белая пешка · b2 белая пешка · c2 чёрная пешка · e2 чёрный конь · c1 белый конь · d1 чёрный слон · f1 белый слон | b8 белый слон · b7 чёрная пешка · a6 чёрный король · b6 белая пешка · h6 белая ладья · a5 чёрная пешка · g5 белый ферзь · h5 белый король · a4 белая пешка · b4 чёрная пешка · h4 белая ладья · b3 белая пешка · b2 белая пешка · c2 чёрная пешка · e2 чёрный конь · c1 белый конь · d1 чёрный слон · f1 белый слон | b8 белый слон · b7 чёрная пешка · a6 чёрный король · b6 белая пешка · h6 белая ладья · a5 чёрная пешка · g5 белый ферзь · h5 белый король · a4 белая пешка · b4 чёрная пешка · h4 белая ладья · b3 белая пешка · b2 белая пешка · c2 чёрная пешка · e2 чёрный конь · c1 белый конь · d1 чёрный слон · f1 белый слон | 2 |
| 1 | b8 белый слон · b7 чёрная пешка · a6 чёрный король · b6 белая пешка · h6 белая ладья · a5 чёрная пешка · g5 белый ферзь · h5 белый король · a4 белая пешка · b4 чёрная пешка · h4 белая ладья · b3 белая пешка · b2 белая пешка · c2 чёрная пешка · e2 чёрный конь · c1 белый конь · d1 чёрный слон · f1 белый слон | b8 белый слон · b7 чёрная пешка · a6 чёрный король · b6 белая пешка · h6 белая ладья · a5 чёрная пешка · g5 белый ферзь · h5 белый король · a4 белая пешка · b4 чёрная пешка · h4 белая ладья · b3 белая пешка · b2 белая пешка · c2 чёрная пешка · e2 чёрный конь · c1 белый конь · d1 чёрный слон · f1 белый слон | b8 белый слон · b7 чёрная пешка · a6 чёрный король · b6 белая пешка · h6 белая ладья · a5 чёрная пешка · g5 белый ферзь · h5 белый король · a4 белая пешка · b4 чёрная пешка · h4 белая ладья · b3 белая пешка · b2 белая пешка · c2 чёрная пешка · e2 чёрный конь · c1 белый конь · d1 чёрный слон · f1 белый слон | b8 белый слон · b7 чёрная пешка · a6 чёрный король · b6 белая пешка · h6 белая ладья · a5 чёрная пешка · g5 белый ферзь · h5 белый король · a4 белая пешка · b4 чёрная пешка · h4 белая ладья · b3 белая пешка · b2 белая пешка · c2 чёрная пешка · e2 чёрный конь · c1 белый конь · d1 чёрный слон · f1 белый слон | b8 белый слон · b7 чёрная пешка · a6 чёрный король · b6 белая пешка · h6 белая ладья · a5 чёрная пешка · g5 белый ферзь · h5 белый король · a4 белая пешка · b4 чёрная пешка · h4 белая ладья · b3 белая пешка · b2 белая пешка · c2 чёрная пешка · e2 чёрный конь · c1 белый конь · d1 чёрный слон · f1 белый слон | b8 белый слон · b7 чёрная пешка · a6 чёрный король · b6 белая пешка · h6 белая ладья · a5 чёрная пешка · g5 белый ферзь · h5 белый король · a4 белая пешка · b4 чёрная пешка · h4 белая ладья · b3 белая пешка · b2 белая пешка · c2 чёрная пешка · e2 чёрный конь · c1 белый конь · d1 чёрный слон · f1 белый слон | b8 белый слон · b7 чёрная пешка · a6 чёрный король · b6 белая пешка · h6 белая ладья · a5 чёрная пешка · g5 белый ферзь · h5 белый король · a4 белая пешка · b4 чёрная пешка · h4 белая ладья · b3 белая пешка · b2 белая пешка · c2 чёрная пешка · e2 чёрный конь · c1 белый конь · d1 чёрный слон · f1 белый слон | b8 белый слон · b7 чёрная пешка · a6 чёрный король · b6 белая пешка · h6 белая ладья · a5 чёрная пешка · g5 белый ферзь · h5 белый король · a4 белая пешка · b4 чёрная пешка · h4 белая ладья · b3 белая пешка · b2 белая пешка · c2 чёрная пешка · e2 чёрный конь · c1 белый конь · d1 чёрный слон · f1 белый слон | 1 |
|   | a | b | c | d | e | f | g | h |   |

1.Kpg6 Kр:b6

2.Kpf5+ Kpc5

3.Kpg4+ Kpd4

4.Kph5+ Кf4#

## Книги
- Fata Morgana. Eine Studie uber den Zugwechsel im Selbstmatt, В., 1922.